# Раймар Люст
Раймар Люст (нім. Reimar Lüst; 25 березня 1923, Бармен (нині у складі Вупперталя), Пруссія — 31 березня 2020, Гамбург, Німеччина) — німецький астрофізик, президент Товариства Макса Планка (1972–1984), генеральний директор Європейського космічного агентства (1984–1990), президент Фонду Олександра фон Гумбольдта (1989–1999).

## Біографія
Раймар Люст народився 25 березня 1923 року в місті Бармен (нині у складі Вупперталя) в родині лютеранського пастора. З 1933 року навчався в гімназії в Касселі. У 1941 році Люст був призваний на військову службу в Крігсмарині, служив у підводному флоті у званні лейтенанта. 11 травня 1943 року підводний човен U-528, на якому він служив, був атакований британським флотом в районі Біскайської затоки, в результаті чого отримав серйозні пошкодження і затонув. Люсту вдалося вибратися на поверхню води і доплисти до британського судна, де він був узятий в полон (з екіпажу підводного човна 45 осіб врятувалися, а 11 загинули). Спочатку він перебував у таборі для військовополонених в Англії, а потім був переміщений до Мехея (Техас), де пробув до 1945 року.
Після повернення до Німеччини, в 1946–1949 роках Люст навчався у Франкфуртському університеті імені Йоганна Вольфганга Гете, а в 1951 році отримав докторський ступінь в Геттінгенському університеті. Його науковим керівником був Карл Фрідріх фон Вайцзеккер, тема дисертації — «Розвиток газової маси, що обертається навколо центрального тіла» (нім. Die Entwicklung einer um einen Zentralkörper rotierenden Gasmasse). З 1951 року Люст працював асистентом в Інституті фізики Товариства Макса Планка, який на той час перебував у Геттінгені, а в 1955 році був переведений до Мюнхена.
Отримавши стипендію від програми Фулбрайта, в 1955–1956 роках Люст працював в США — спочатку в «Інституті Енріко Фермі» Чиказького університету, а потім в Принстонському університеті. У 1959 році Люст викладав фізику в Мюнхенському університеті, а з 1960 року працював науковим співробітником Інституту фізики і астрофізики Товариства Макса Планка. Крім цього, Люст працював запрошеним професором в Нью-Йоркському університеті (1959), Массачусетському технологічному інституті (1961) і Каліфорнійському технологічному інституті (1962). У 1964 році він став професором Мюнхенського університету, а з 1992 року був професором Гамбурзького університету.
Люст займав ряд високих постів в німецьких і міжнародних науково-технічних організаціях. У 1962–1964 роках він був науковим керівником (англ. Scientific Director) Європейської організації космічних досліджень, а в 1968–1970 роках — віце-президентом цієї організації. C 1963 по 1972 рік Люст був директором Інституту позаземної фізики Товариства Макса Планка, а в 1972–1984 роках — президентом Товариства Макса Планка. У 1969–1972 роках Люст був головою Наукової ради ФРН. У 1984–1990 роках він був генеральним директором Європейського космічного агентства, а в 1989–1999 роках — президентом Фонду Александра фон Гумбольдта.
Раймар Люст помер 31 березня 2020 року в Гамбурзі у 97-річному віці.

## Нагороди, премії та почесні звання
- Медаль Вільгельма Екснера (1987)
- Премія Аденауера — де Голля (1994)
- Офіцер Ордена Почесного легіону
- Великий хрест із зіркою і плечовою стрічкою ордена «За заслуги перед Федеративною Республікою Німеччина»
- Орден Максиміліана «За досягнення в науці та мистецтві» (1984)

## Пам'ять
В честь Раймара Люста названий астероїд (4386) Люст, відкритий 26 вересня 1960 року астрономами Корнелісом Йоганнесом ван Гаутеном і Томом Герельсом в рамках Паломар-лейденського проекту.
Фонд Александра фон Гумбольдта і фонд Фріца Тіссена заснували щорічні премії Раймара Люста, що вручаються іноземним (по відношенню до Німеччини) вченим, які працюють в галузі гуманітарних і соціальних наук.